# Miroslav Páral
Miroslav Páral (9. června 1955 Praha – 17. srpna 2022) byl český sochař a keramik.

## Život a umělecké působení
Miroslav Páral se narodil v Praze 9. června 1955. V Českém Krumlově žil od svých pěti let. Absolvoval Střední průmyslovou školu keramickou v Bechyni v ateliéru sochaře Jaroslava Podmoly. V letech 1979 až 1983 působil jako designér keramické dílny v Hrdějovicích, kde byl každoročně oceňován cenou designu roku. Zúčastňoval se od roku 1979 výstav sdružení jihočeských umělců pod názvem Mladí jihočeští výtvarní umělci.Tvořil užitou keramiku, volné sochařské práce i keramiku pro architekturu. Spolupracoval s architekty Jiřím Stříteckým a Martinem Krupauerem a s historikem umění Jaromírem Procházkou. V roce 1991 založil Agenturu českého keramického designu a v jeho ateliéru se setkávali umělci z celého světa. Byl předsedou Sdružení výtvarných umělců pro keramiku a aktivním členem výboru Unie výtvarných umělců České republiky. V letech 1993 až 1996 byl komisařem Mezinárodní výstavy keramické tvorby. Věnoval se pořádání výstav na zámku v Českém Krumlově, organizoval ve svém ateliéru u Vltavy v Českém Krumlově sympozia propojující různé výtvarné směry. Jeho výjimečná osobnost, nadání a umělecký cit zanechaly nesmazatelnou stopu nejen v českokrumlovském regionu. Jeho díla najdeme ve sbírkách Jihočeského muzea v Českých Budějovicích, Regionálního muzea v Českém Krumlově, Alšově jihočeské galerii v Bechyni i Hluboké nad Vltavou, Muzeu Römhild v Německu, ve sbírce Agentury českého keramického designu Český Krumlov, Institutu a muzeu Auckland na Novém Zélandu, či v Mezinárodním keramickém studiu v maďarském Kecskemétu.O své práci a své životní filozofii přednášel na několika univerzitách v USA.

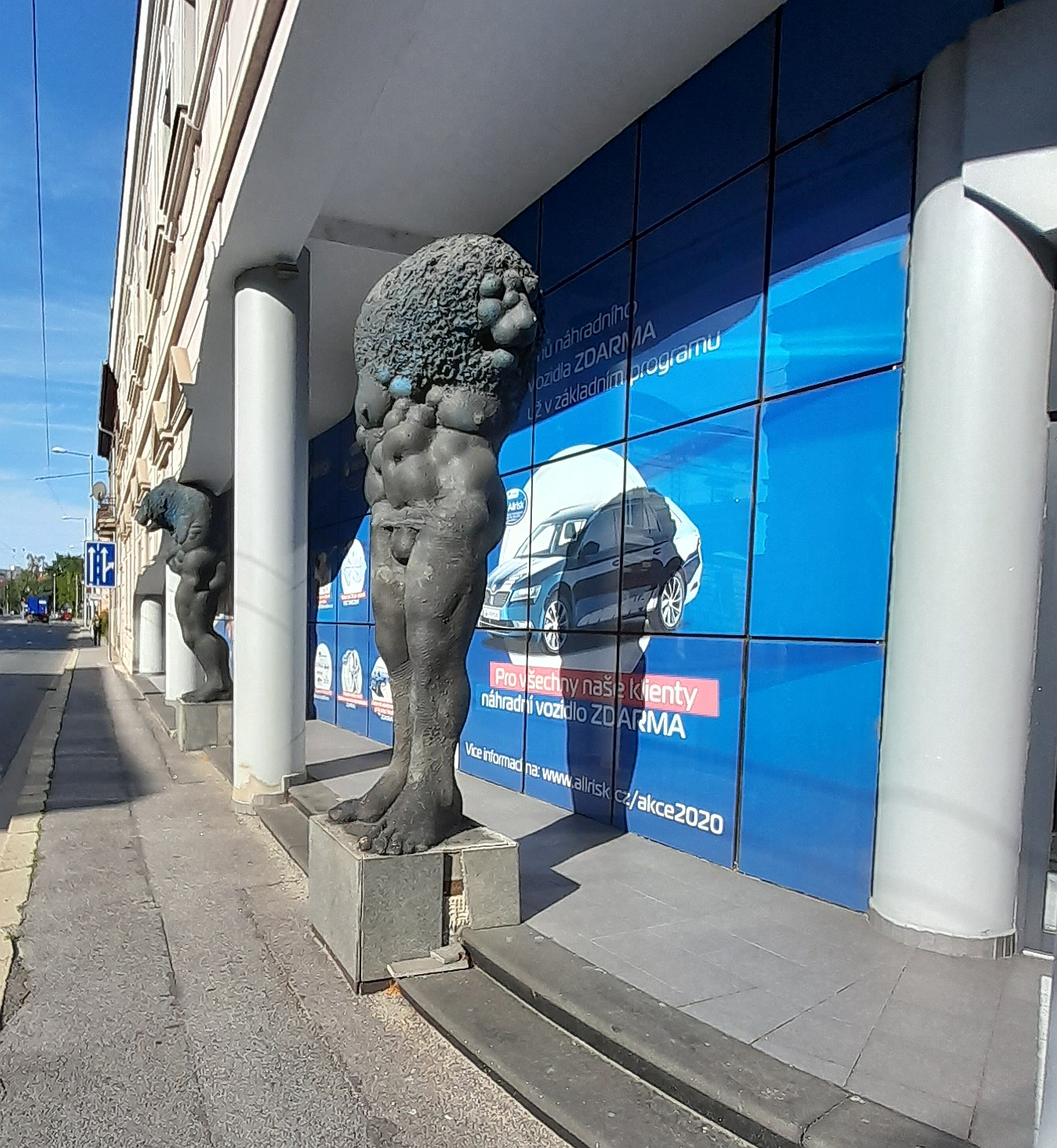

Jeho nevšední sochy, napůl lidské a napůl lví, zdobí od roku 1994 jako sloupy budovu bývalé České spořitelny na Pražské třídě v Českých Budějovicích. Po opuštění Českého Krumlova si upravil ze zrušené vodárny a dvou garáží u (v roce 2023 zbouraného) nádraží Kájov svůj nový, originální ateliér. S pomocí přátel ho postavil v podobě kufru, který pro něj znamenal symbol útěku a deportací. Tento tvar ho fascinoval již v dětství, když objevil na půdě v domě svých rodičů v Českém Krumlově starý kufr po sudetských Němcích.
Společně s karlovarským výtvarníkem Janem Samcem a ornitologem Pavlem Křížkem byl autorem kontroverzního projektu Světlo pro Prahu (2001), kdy byli v Hollareu Národního muzea „vystaveni“ ve skleněných „akváriích“ ptáci zranění elektřinou na sloupech. Byl také fotografem. Byl členem Kunstverain Simonetta - Kulturfabrik, Sdružení keramiků, Svazu československých výtvarných umělců. Od roku 2019 žil v Kájově. Zemřel 17. srpna 2022.

#### Ocenění
- 1993 Kulturní cena města Český Krumlov
- 2002 Cena města Český Krumlov[11]

### Samostatné výstavy - výběr
- 1972 Český Krumlov, Střelnice
- 1983 Bechyně - Muzeum keramiky "Ráno"
- 1983 Český Krumlov - Okresní vlastivědné muzeum "Klaustrofobie"
- 1985 Jindřichův Hradec, Havířov, Volyně - Muzeum "Doteky prostoru"
- 1987 Ústí nad Labem - Galerie Dílo
- 1988 České Budějovice - Malá galerie "Objekt A"
- 1989 České Budějovice - Galerie Dílo "Zastavení času"
- 1992 České Budějovice, Jihlava - Dům umění "Doteky s K. Valterem"
- 1992 Vielshofen /Německo/ - Městská galerie
- 1992 Bad Leonfelden /Rakousko/ - Kulturní dům
- 1993-94 Český Krumlov - Mezinárodní kulturní centrum Egona Schieleho (s K. Valterem)
- 1995 Praha - České muzeum výtvarného umění, Křížová chodba Karolina
- 1997 Pasov /Německo/ - kostel sv. Anny "Agrese nového věku"
- 1998 Český Krumlov - Galerie českého umění "Předmětové prostředí M. Párala"
- 1998 Mnichov /Německo/ - Galerie SDLH "Vyhnání z ráje"
- 2000 Český Krumlov - Mezinárodní galerie keramické tvorby "Vyhnání z ráje II"
- 2001 Praha - Národní muzeum "Světlo pro Prahu" (společně s P. Křížkem a J. Samcem)
- 2001 Olomouc - Rektorát "Světlo pro Prahu II" (společně s P. Křížkem)
- 2023 Praha - Česká galerie moderního uměni "Miroslav Páral - Nedokončená výstava"

### Realizace v architektuře – výběr
- 1982 Keramická fontána /200×200×200 cm/ hotel Sigma Olomouc
- 1985 Keramický reliéf Vegetace – obchodní středisko /500×360 cm/, Strakonice
- 1985 Exteriérová keramická plastika Sluneční hodiny /450×165×70 cm, Jindřichův Hradec
- 1986 Keramické reliéfy Světlo /260×300, 260×300, 120×300 cm/, Tábor
- 1987 Exteriérové čučky štítu renesančního domu /40×40×120 cm – 7 ks/, Český Krumlov
- 1989 Exteriérové keramické vázy – vstup do divadla /60×60×130 cm – 2 ks/, České Budějovice
- 1989 Keramické reliéfy Hra, plavecký stadion /450×300 – 2 ks, 200×180 cm – 2 ks/, Český Krumlov
- 1991 Exteriérová keramická fontána u hotelu Růže /180×180×130 cm/, Český Krumlov
- 1992 Keramická plastika Vltava v parku Jelenka /270×170×90 cm/, Český Krumlov
- 1993 Interiérová plastika Akt v Komerční bance /170x90×90 cm/, České Budějovice
- 1994 Exteriérové figurativní plastiky Státnosti u České spořitelny /90×90×320 cm – 2 ks/, České Budějovice
- 1995 Interiérové reliéfy Ve jménu secese v reprezentační budově českobudějovického Budvaru /290×240 cm – 2 ks/
- 1996 Exteriérová plastika Čas nové generace v Československé obchodní bance a.s., pobočka Český Krumlov /110×85×40 cm/